# Cordas do Sol
Cordas do Sol est un groupe musical originaire de l'île de Santo Antão, au Cap-Vert. Les paroles de leurs chansons s'inspirent des histoires traditionnelles locales, mises en musique aux rythmes typiques de l'île, le sonjon ou sanjon.

## Formation
En 1994 un groupe de sept amis de Santo Antão forme le projet de reconstituer par la musique l'histoire de leur île. Ils recueillent auprès des anciens anecdotes et traditions, ressuscitent des mots du passé, des personnages de jadis et des coutumes révolues. Musicalement, ils adaptent aux instruments contemporains les styles de jadis : mazurka, cola-sanjom, coladera ou encore morna. 
Ceuzany Pires, la chanteuse, rejoint le groupe en 2009. Elle le quitte de 2013 à 2017 pour mener une carrière solo, principalement marquée par ses albums solo Nha Vida et Olà Capo Verde.
La plupart des textes et musiques sont composés par Arlindo Ãvora, le leader du groupe.
Le nom du groupe (« cordes du soleil », en français) fait référence[réf. souhaitée] à deux localités de l'île : la vertigineuse route des crêtes qui la traverse, l'estrada da corda, et sa ville principale, Ponta do Sol.

## Discographie
- Linga d'Sentonton, 2000[7]
- Marijoana, 2002[7]
- Terra de Sodade, 2004, Lusafrica
- Lume de Lenha, 2009, Lusafrica
- Na Montanha, 2015
- Manhe Joana[8] reprise dans Pays des Merveilles[9] par Christophe Maé et Ceuzany en 2023

## Récompenses
L'album Lume de Lenha leur vaut trois prix (meilleur album acoustique, meilleure musique et meilleur batuque) aux Cabo Verde Music Awards 2011.
Le groupe est aussi sélectionné pour concourir au titre de meilleur groupe live aux Cabo Verde Music Awards 2013.